# 棉黄素
棉黄素（也称为3,5,7,8,3',4'-六羟基黄酮，3,5,7,8,3',4'-hexahydroxyflavone）是一种黄酮醇，分子式C15H10O8，存在于玫瑰茄（Hibiscus sabdariffa）的花和花萼中。